# Gierlachów (Słowacja)
Gierlachów (ustalony polski egzonim, dawniej też Gerlachów; słow. Gerlachov. węg. Gerlachfalva, niem. Gerlsdorf) – wieś gminna (obec) w północnej Słowacji leżąca w powiecie Poprad, w kraju preszowskim.

## Położenie
Odległość z Gierlachowa do Tatrzańskiej Polanki wynosi 2,5 km, natomiast do Starego Smokowca 6 km. Do wsi można dojechać autobusem, najbliższe stacje kolejowe to Tatrzańska Polanka, Świt (6 km) i Poprad (12 km).
W Gierlachowie znajduje się poczta, sklep spożywczy i małe muzeum nazywane Gerlachovská izba. W okolicy wsi znajduje się wiele ścieżek rowerowych, dobrze rozwinięta jest baza turystyczna – istnieje tu wiele hoteli i małych pensjonatów. 

## Historia
Pierwsza pisemna wzmianka o Gierlachowie pochodzi z 1326 roku. Wieś została założona przez poszukiwaczy złota, ponieważ w jej okolicy odkryto jego pokłady. Od nazwy wsi pochodzi nazewnictwo najwyższego szczytu Tatr i całych Karpat – Gerlacha.

## Zabytki
Do najważniejszych zabytków Gierlachowa należy wieża romańskiego kościoła, która pochodzi z XIII w. Kolejnym zabytkiem znajdującym się we wsi jest ewangelicki kościół. Od 2009 roku status zabytku posiada również kamienny most na Gierlachowskim Potoku pochodzący z 1865 roku.